# NASCAR Sprint Cup Series 2009

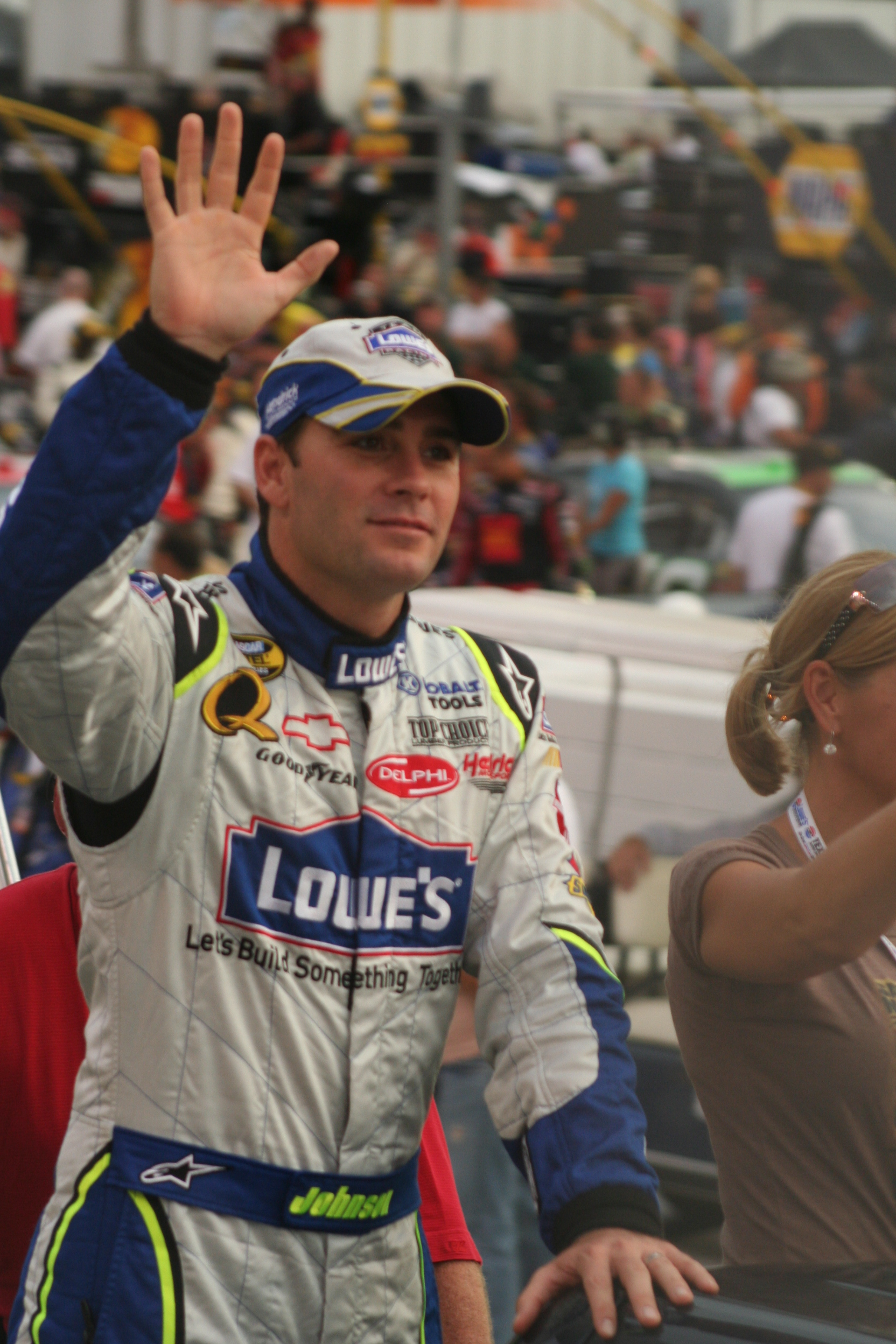
Jimmie Johnson, il campione 2009 della Sprint Cup Series. Questo è stato il quarto dei suoi cinque titoli consecutivi.

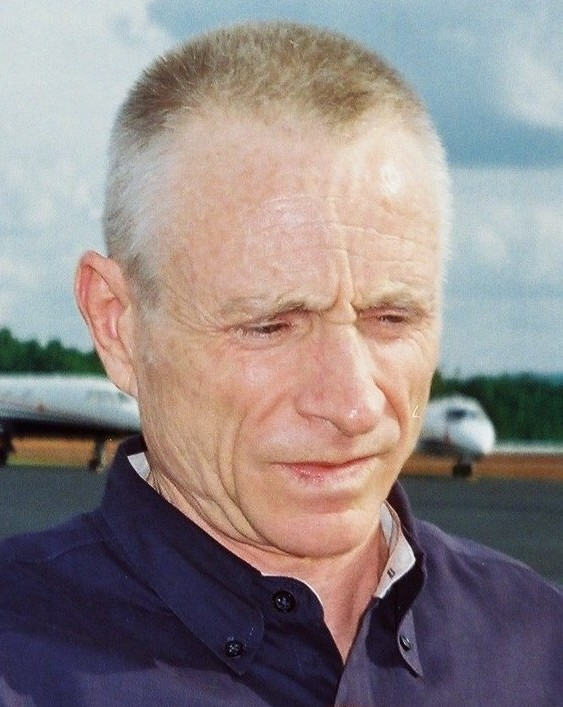
Mark Martin è arrivato secondo dietro a Johnson di 141 punti. Era la sua prima stagione completa dal 2006.

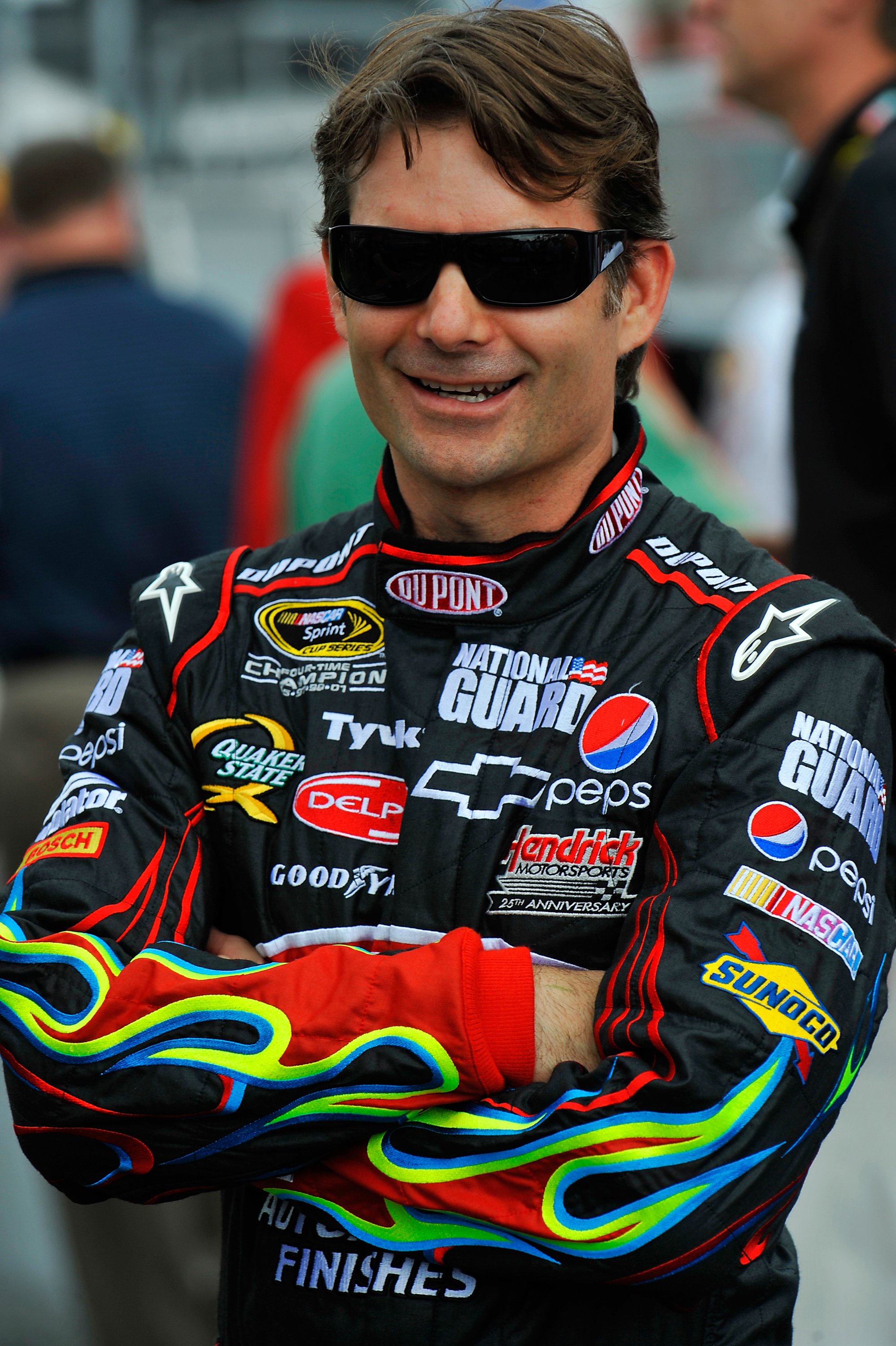
Jeff Gordon è arrivato terzo in campionato con un 1-2-3 per Hendrick Motorsports in classifica nel 2009.

La stagione 2009 è stata la 61ª edizione nella storia della NASCAR, che è stata conclusa con il 4º successo consecutivo nella Sprint Cup Series di Jimmie Johnson.

## Cronaca
La prima gara dell'anno è stata disputata a Daytona il 7 febbraio aprendo così il campionato ufficiale Sprint Cup composto da 29+2 gare. Al termine della "regular season" è stata disputata una sorta di playoff fra i primi 12 piloti in classifica generale (la Chase), dal 20 settembre al New Hampshire Motor Speedway di Loudon.

## Calendario
| Sprint Cup Calendario 2009 | Sprint Cup Calendario 2009                         | Sprint Cup Calendario 2009      | Sprint Cup Calendario 2009                           | Sprint Cup Calendario 2009 | Sprint Cup Calendario 2009 | Sprint Cup Calendario 2009 | Sprint Cup Calendario 2009 | Sprint Cup Calendario 2009 |
| Data                       | Gara                                               | Arena                           | Vincitore                                            |                            |                            |                            |                            |                            |
| -------------------------- | -------------------------------------------------- | ------------------------------- | ---------------------------------------------------- | -------------------------- | -------------------------- | -------------------------- | -------------------------- | -------------------------- |
| 7 febbraio                 | Budweiser Shootout                                 | Daytona International Speedway  | Kevin Harvick                                        |                            |                            |                            |                            |                            |
| 12 febbraio                | Gatorade Duels                                     | Daytona International Speedway  | Jeff Gordon; Kyle Busch                              |                            |                            |                            |                            |                            |
| 15 febbraio                | Daytona 500                                        | Daytona International Speedway  | Matt Kenseth                                         |                            |                            |                            |                            |                            |
| 22 febbraio                | Auto Club 500                                      | Auto Club Speedway              | Matt Kenseth                                         |                            |                            |                            |                            |                            |
| 1º marzo                   | Shelby 427                                         | Las Vegas Motor Speedway        | Kyle Busch                                           |                            |                            |                            |                            |                            |
| 8 marzo                    | Kobalt Tools 500                                   | Atlanta Motor Speedway          | Kyle Busch                                           |                            |                            |                            |                            |                            |
| 22 marzo                   | Food City 500                                      | Bristol Motor Speedway          | Kyle Busch                                           |                            |                            |                            |                            |                            |
| 29 marzo                   | Goody's Fast Relief 500                            | Martinsville Speedway           | Jimmie Johnson                                       |                            |                            |                            |                            |                            |
| 5 aprile                   | Samsung 500                                        | Texas Motor Speedway            | Jeff Gordon                                          |                            |                            |                            |                            |                            |
| 18 aprile                  | Subway Fresh Fit 500                               | Phoenix International Raceway   | Mark Martin                                          |                            |                            |                            |                            |                            |
| 26 aprile                  | Aaron's 499                                        | Talladega Superspeedway         | Brad Keselowski                                      |                            |                            |                            |                            |                            |
| 2 maggio                   | Crown Royal Presents The Russell Friedman 400      | Richmond International Raceway  | Kyle Busch                                           |                            |                            |                            |                            |                            |
| 9 maggio                   | Southern 500                                       | Darlington Raceway              | Mark Martin                                          |                            |                            |                            |                            |                            |
| 16 maggio                  | NASCAR Sprint Shootout and All-Star Race XXV       | Lowe's Motor Speedway           | Sam Hornish, Jr. (Showdown); Tony Stewart (All-Star) |                            |                            |                            |                            |                            |
| 25 maggio                  | Coca-Cola 600                                      | Lowe's Motor Speedway           | David Reutimann                                      |                            |                            |                            |                            |                            |
| 31 maggio                  | Autism Speaks 400 presented by Heluva Good! Cheese | Dover International Speedway    | Jimmie Johnson                                       |                            |                            |                            |                            |                            |
| 7 giugno                   | Pocono 500                                         | Pocono Raceway                  | Tony Stewart                                         |                            |                            |                            |                            |                            |
| 14 giugno                  | Lifelock 400                                       | Michigan International Speedway | Mark Martin                                          |                            |                            |                            |                            |                            |
| 21 giugno                  | Toyota/Save Mart 350                               | Infineon Raceway                | Kasey Kahne                                          |                            |                            |                            |                            |                            |
| 28 giugno                  | Lenox Industrial Tools 301                         | New Hampshire Motor Speedway    | Joey Logano                                          |                            |                            |                            |                            |                            |
| 4 luglio                   | Coke Zero 400                                      | Daytona International Speedway  | Tony Stewart                                         |                            |                            |                            |                            |                            |
| 11 luglio                  | LifeLock.com 400                                   | Chicagoland Speedway            | Mark Martin                                          |                            |                            |                            |                            |                            |
| 26 luglio                  | Allstate 400 at the Brickyard                      | Indianapolis Motor Speedway     | Jimmie Johnson                                       |                            |                            |                            |                            |                            |
| 3 agosto                   | Pennsylvania 500                                   | Pocono Raceway                  | Denny Hamlin                                         |                            |                            |                            |                            |                            |
| 9 agosto                   | Heluva Good! Sour Cream Dips at The Glen           | Watkins Glen International      | Tony Stewart                                         |                            |                            |                            |                            |                            |
| 16 agosto                  | CARFAX 400                                         | Michigan International Speedway | Brian Vickers                                        |                            |                            |                            |                            |                            |
| 22 agosto                  | Sharpie 500                                        | Bristol Motor Speedway          | Kyle Busch                                           |                            |                            |                            |                            |                            |
| 6 settembre                | Labor Day Classic 500                              | Atlanta Motor Speedway          | Kasey Kahne                                          |                            |                            |                            |                            |                            |
| 12 settembre               | Chevy Rock & Roll 400                              | Richmond International Raceway  | Denny Hamlin                                         |                            |                            |                            |                            |                            |
| 2009 Chase Sprint Cup      |                                                    |                                 |                                                      |                            |                            |                            |                            |                            |
| 20 settembre               | Sylvania 300                                       | New Hampshire Motor Speedway    | Mark Martin                                          |                            |                            |                            |                            |                            |
| 27 settembre               | Camping World RV 400                               | Dover International Speedway    | Jimmie Johnson                                       |                            |                            |                            |                            |                            |
| 4 ottobre                  | Price Chopper 400                                  | Kansas Speedway                 | Tony Stewart                                         |                            |                            |                            |                            |                            |
| 11 ottobre                 | Pepsi 500                                          | Auto Club Speedway              | Jimmie Johnson                                       |                            |                            |                            |                            |                            |
| 17 ottobre                 | NASCAR Banking 500 only from Bank of America       | Lowe's Motor Speedway           | Jimmie Johnson                                       |                            |                            |                            |                            |                            |
| 25 ottobre                 | TUMS Fast Relief 500                               | Martinsville Speedway           | Denny Hamlin                                         |                            |                            |                            |                            |                            |
| 1º novembre                | AMP Energy 500                                     | Talladega Superspeedway         | Jamie McMurray                                       |                            |                            |                            |                            |                            |
| 8 novembre                 | Dickies 500                                        | Texas Motor Speedway            | Kurt Busch                                           |                            |                            |                            |                            |                            |
| 15 novembre                | Checker O'Reilly Auto Parts 500                    | Phoenix International Raceway   | Jimmie Johnson                                       |                            |                            |                            |                            |                            |
| 22 novembre                | Ford 400                                           | Homestead Miami Speedway        | Denny Hamlin                                         |                            |                            |                            |                            |                            |

## Piloti
| Numero | Pilota                                                              | Sponsor | Auto            | Full/Part-time | Team                               |
| ------ | ------------------------------------------------------------------- | --- | --------------- | -------------- | ---------------------------------- |
| 00     | David Reutimann                                                     | Aaron's Dream Machine | Toyota          | Full Time      | Michael Waltrip Racing             |
| 02     | TBA                                                                 | Farm Bureau | Toyota          | Part Time      | Joe Gibbs Racing                   |
| 02     | Brandon Ash                                                         | Sprinter Trucking | Dodge           | Part Time      | Ash Motorsports                    |
| 04     | P. J. Jones                                                         | Jim Beam / Mapei | Toyota          | Part Time      | Robby Gordon Motorsports           |
| 06     | Trevor Boys David Starr                                             | Boys Will Be Boys Racing Company / Rocky Mountain Raceway Park                                                           | Dodge           | Part Time      | Boys Racing                        |
| 07     | Casey Mears                                                         | Jack Daniel's / DirecTV                                                                                                  | Chevrolet       | Full Time      | Richard Childress Racing           |
| 08     | Boris Said James Hylton Terry Labonte                               | Scotts Bonus S Max / U.S. Chrome                                                                                         | Ford/Toyota     | Part Time      | Carter/Simo Racing                 |
| 09     | Brad Keselowski Sterling Marlin Mike Bliss Ken Schrader Ron Fellows | Miccosukee Resort & Gaming / Phoenix Racing                                                                              | Chevrolet/Dodge | Full Time      | Phoenix Racing                     |
| 1      | Martin Truex, Jr.                                                   | Bass Pro Shops / National Wild Turkey Federation / Tracker Boats / GE Reveal / TomTom / Guitar Hero                      | Chevrolet       | Full Time      | Earnhardt Ganassi Racing           |
| 2      | Kurt Busch                                                          | Miller Lite | Dodge           | Full Time      | Penske Championship Racing         |
| 4      | Eric McClure                                                        | Hefty / Walmart | Chevrolet       | Part Time      | Morgan-McClure Motorsports         |
| 5      | Mark Martin                                                         | Kellogg's / Carquest / Cheez-It / Pop-Tarts                                                                              | Chevrolet       | Full Time      | Hendrick Motorsports               |
| 6      | David Ragan                                                         | UPS | Ford            | Full Time      | Roush Fenway Racing                |
| 7      | Robby Gordon                                                        | Jim Beam / Mapei / Menards / Robby Gordon Motorsports / Red Stag / Kid Rock / John Manville                              | Toyota          | Full Time      | Robby Gordon Motorsports           |
| 8      | Aric Almirola                                                       | TomTom / Target / Guitar Hero World Tour / Cub Cadet                                                                     | Chevrolet       | Part Time      | Earnhardt Ganassi Racing           |
| 9      | Kasey Kahne                                                         | Budweiser | Dodge           | Full Time      | Richard Petty Motorsports          |
| 11     | Denny Hamlin                                                        | FedEx / Farm Bureau | Toyota          | Full Time      | Joe Gibbs Racing                   |
| 12     | David Stremme                                                       | Penske Championship Racing                                                                                               | Dodge           | Full Time      | Penske Championship Racing         |
| 13     | Max Papis                                                           | GEICO | Toyota          | Part Time      | Germain Racing                     |
| 14     | Tony Stewart                                                        | Office Depot / Old Spice / Burger King                                                                                   | Chevrolet       | Full Time      | Stewart Haas Racing                |
| 15     | Marc Davis                                                          | Bobcat | Toyota          | Part Time      | Marc Davis Motorsports             |
| 16     | Greg Biffle                                                         | 3M | Ford            | Full Time      | Roush Fenway Racing                |
| 17     | Matt Kenseth                                                        | DeWalt Tools / Carhartt / USG Sheetrock / R+L Carriers / Dish Network                                                    | Ford            | Full Time      | Roush Fenway Racing                |
| 18     | Kyle Busch                                                          | M&M's / Snickers / Interstate Batteries / Transformers - La vendetta del caduto / Pedigree / Combos                      | Toyota          | Full Time      | Joe Gibbs Racing                   |
| 19     | Elliott Sadler                                                      | Best Buy / Stanley Tools / McDonald's                                                                                    | Dodge           | Full Time      | Richard Petty Motorsports          |
| 20     | Joey Logano                                                         | Home Depot / Farm Bureau                                                                                                 | Toyota          | Full Time      | Joe Gibbs Racing                   |
| 21     | Bill Elliott                                                        | Motorcraft | Ford            | Part Time      | Wood Brothers Racing               |
| 23     | Mike Skinner Robert Richardson                                      | Mahindra Tractors | Chevrolet       | Part Time      | R3 Motorsports                     |
| 24     | Jeff Gordon                                                         | DuPont / Pepsi / National Guard·                                                                                         | Chevrolet       | Full Time      | Hendrick Motorsports               |
| 25     | Brad Keselowski                                                     | GoDaddy.com | Chevrolet       | Part Time      | Hendrick Motorsports               |
| 26     | Jamie McMurray                                                      | Crown Royal / Irwin Tools / Valvoline / Sears                                                                            | Ford            | Full Time      | Roush Fenway Racing                |
| 27     | Kirk Shelmerdine Tom Hubert Ted Christopher                         | Biker Design | Toyota          | Part Time      | Kirk Shelmerdine Racing            |
| 28     | Travis Kvapil                                                       | Pepsi / Golden Corral / Farmers                                                                                          | Ford            | Part Time      | Yates Racing                       |
| 29     | Kevin Harvick                                                       | Shell / Pennzoil / Hershey's / Reese's                                                                                   | Chevrolet       | Full Time      | Richard Childress Racing           |
| 31     | Jeff Burton                                                         | Caterpillar / Prilosec / Lenox Industrial Tools                                                                          | Chevrolet       | Full Time      | Richard Childress Racing           |
| 33     | Clint Bowyer                                                        | General Mills / BB&T / The Hartford Financial Services                                                                   | Chevrolet       | Full Time      | Richard Childress Racing           |
| 34     | John Andretti Tony Raines                                           | Window World / Taco Bell / A&W / Long John Silver's                                                                      | Chevrolet       | Full Time      | Front Row Motorsports              |
| 35     | Todd Bodine                                                         | Germain Racing | Toyota          | Part Time      | Germain Racing                     |
| 36     | Scott Riggs Mike Skinner Patrick Carpentier Brian Simo              | Red Bank Outfitters / Array Lighting / Nexxus                                                                            | Toyota          | Full Time      | Tommy Baldwin Racing               |
| 37     | Tony Raines Chris Cook                                              | Long John Silver's / Grander Mountain                                                                                    | Dodge           | Part Time      | Front Row Motorsports              |
| 39     | Ryan Newman                                                         | US Army / Haas Automation                                                                                                | Chevrolet       | Full Time      | Stewart Haas Racing                |
| 41     | Jeremy Mayfield J.J. Yeley                                          | All Sport / Big Red / NuGrape / SmallSponsor.com                                                                         | Toyota          | Part Time      | Mayfield Motorsports               |
| 42     | Juan Pablo Montoya                                                  | Target / Wrigley's / Energizer / Polaroid / Tums                                                                         | Chevrolet       | Full Time      | Earnhardt Ganassi Racing           |
| 43     | Reed Sorenson                                                       | United States Air Force / McDonald's / Super 8 / Valvoline / Paralyzed Veterans of America / Auto Value/Bumper to Bumper | Dodge           | Full Time      | Richard Petty Motorsports          |
| 44     | A. J. Allmendinger                                                  | Valvoline / Charter / Harrah's / Dodge Dealers / Hunt Brothers Pizza / Best Buy / PVA.org                                | Dodge           | Full Time      | Richard Petty Motorsports          |
| 46     | Carl Long Dennis Setzer                                             | Romeo Guest Construction                                                                                                 | Dodge           | Part Time      | Carl Long Racing                   |
| 47     | Marcos Ambrose                                                      | Little Debbie / Clorox / Kingsford Charcoal / Bush's Baked Beans                                                         | Toyota          | Full Time      | JTG Daugherty Racing               |
| 48     | Jimmie Johnson                                                      | Lowe's / Kobalt Tools | Chevrolet       | Full Time      | Hendrick Motorsports               |
| 51     | Kelly Bires Dexter Bean David Starr                                 | Fab Grills / Allegro Marinade / LiveWire Energy                                                                          | Chevrolet       | Part Time      | Blackjack Racing                   |
| 55     | Michael Waltrip Patrick Carpentier                                  | NAPA Auto Parts | Toyota          | Full Time      | Michael Waltrip Racing             |
| 57     | Norm Benning                                                        | Norm Benning Racing | Chevrolet       | Part Time      | Norm Benning Racing                |
| 60     | James Hylton Boris Said                                             | Carter/Simo Racing / No Fear Racing                                                                                      | Dodge           | Part Time      | Carter/Simo Racing                 |
| 64     | Geoff Bodine Todd Bodine Larry Gunselman Mike Wallace               | Fred's Hometown Discount Store / Curtis Steel Company / Core Construction / Dunham Cellars                               | Toyota          | Part Time      | Gunselman Racing                   |
| 66     | Terry Labonte Dave Blaney Michael McDowell                          | Window World / Hyde Park Storage Suites / Aaron's Dream Machine                                                          | Toyota          | Full Time      | Prism Motorsports                  |
| 71     | Mike Wallace David Gilliland                                        | Capital Window / SpongeTech.com / American Monster / CompUSA.com / Adobe Road Winery                                     | Chevrolet       | Full Time      | TRG Motorsports                    |
| 73     | Mike Garvey Tony Raines                                             | Jani-King / Quality Concrete                                                                                             | Dodge           | Part Time      | H&S Motorsports                    |
| 75     | Derrike Cope                                                        | Blu Frog Energy Drink | Dodge           | Part Time      | Cope / Keller Racing               |
| 77     | Sam Hornish, Jr.                                                    | Mobil 1 / Penske Truck Rental / AAA - Auto Club                                                                          | Dodge           | Full Time      | Penske Championship Racing         |
| 78     | Regan Smith                                                         | Furniture Row | Chevrolet       | Part Time      | Furniture Row Racing               |
| 82     | Scott Speed                                                         | Red Bull | Toyota          | Full Time      | Red Bull Racing Team               |
| 83     | Brian Vickers                                                       | Red Bull | Toyota          | Full Time      | Red Bull Racing Team               |
| 87     | Joe Nemechek Scott Speed                                            | NEMCO Motorsports / Huckleberry's / Maui Showers                                                                         | Toyota          | Full Time      | NEMCO Motorsports                  |
| 88     | Dale Earnhardt, Jr.                                                 | AMP Energy / Mountain Dew / National Guard                                                                               | Chevrolet       | Full Time      | Hendrick Motorsports               |
| 96     | Bobby Labonte                                                       | Ask.com / Academy Sports + Outdoors / Texas Instruments                                                                  | Ford            | Full Time      | Hall of Fame Racing / Yates Racing |
| 98     | Paul Menard                                                         | Menards / Johns Manville / Quaker State / Pittsburgh Paints / Peak / Moen                                                | Ford            | Full Time      | Yates Racing                       |
| 99     | Carl Edwards                                                        | Aflac / Subway / Claritin                                                                                                | Ford            | Full Time      | Roush Fenway Racing                |

## Classifica finale
| #  | Pilota             | Team                      | Auto      | Vitt. | Pt.  |
| -- | ------------------ | ------------------------- | --------- | ----- | ---- |
| 1  | Jimmie Johnson     | Hendrick Motorsports      | Chevrolet | 7     | 6652 |
| 2  | Mark Martin        | Hendrick Motorsports      | Chevrolet | 5     | 6511 |
| 3  | Jeff Gordon        | Hendrick Motorsports      | Chevrolet | 1     | 6473 |
| 4  | Kurt Busch         | Penske Racing             | Dodge     | 2     | 6446 |
| 5  | Denny Hamlin       | Joe Gibbs Racing          | Toyota    | 4     | 6335 |
| 6  | Tony Stewart       | Stewart Haas Racing       | Chevrolet | 4     | 6309 |
| 7  | Greg Biffle        | Roush Fenway Racing       | Ford      | 0     | 6292 |
| 8  | Juan Pablo Montoya | Earnhardt Ganassi Racing  | Chevrolet | 0     | 6252 |
| 9  | Ryan Newman        | Stewart Haas Racing       | Chevrolet | 0     | 6175 |
| 10 | Kasey Kahne        | Richard Petty Motorsports | Dodge     | 2     | 6128 |
| 11 | Carl Edwards       | Roush Fenway Racing       | Ford      | 0     | 6118 |
| 12 | Brian Vickers      | Red Bull Racing Team      | Toyota    | 1     | 5929 |

Questi elencati sono solo i primi dodici piloti in classifica generale.